# 李秀妍
李秀妍（韓語：이수연）韩国導演，电视剧及電影编剧。1990年就读梨花女子大学中文文学系，1995年毕业，后在普通企业就职。2017年通过首部电视剧作品《秘密森林》作为编剧出道，之后撰写了电视剧《Life》和《秘密森林2》的剧本。2018年凭借《秘密森林》获得第54屆百想藝術大獎电视部门最佳剧本奖，凭借《Life》获得第6届APAN Star Awards最佳编剧。

## 電視劇
- 2017年：tvN《秘密森林》
- 2018年：JTBC《Life》
- 2020年：tvN《秘密森林2》
- 2022年：Disney+《迷網追兇》
- 2023年：Disney+《支配物种》

## 奖项纪录
| 年份 | 颁奖礼                | 奖项                   | 作品         | 结果 |
| ---- | --------------------- | ---------------------- | ------------ | ---- |
| 2017 | 大韩民国内容大奖      | 文化体育观光部长官表彰 | 《秘密森林》 | 獲獎 |
| 2018 | 第54屆百想藝術大獎    | 电视部门 最佳剧本奖    | 《秘密森林》 | 獲獎 |
| 2018 | 第6届APAN Star Awards | 最佳编剧               | 《Life》     | 獲獎 |